# Simpatía (novela)
Simpatía es una novela del escritor venezolano Rodrigo Blanco Calderón, publicada en 2021 por la editorial Alfaguara. La novela resultó parte de la lista larga del Premio International Booker en 2024.
La novela narra la historia de Ulises Kan, un cinéfilo y amante de los animales que enfrenta la partida de su esposa Paulina, quien decide emigrar de Venezuela en el contesto de la crisis. Tras la muerte de su suegro, el general Martín Ayala, Ulises recibe la misión de convertir la casa familiar, Los Argonautas, en un hogar para perros abandonados, lo que desencadena una serie de eventos que exploran temas como la familia, el amor y la lealtad en una Venezuela en decadencia.

## Sinopsis
Ulises Kan, profesor de apreciación cinematográfica y amante de los animales, ve cómo su vida cambia drásticamente cuando su esposa Paulina decide abandonar el país sin él. A esto se suma la muerte de su suegro, el general retirado Martín Ayala, quien en su testamento le encomienda la tarea de transformar la residencia familiar, Los Argonautas, en un refugio para perros abandonados. Si Ulises cumple con esta misión en el tiempo estipulado, heredará el apartamento que compartía con Paulina. Mientras lleva a cabo este proyecto, Ulises se reencuentra con Nadine, un amor inconcluso del pasado, y enfrenta las intrigas familiares que surgen en medio de la crisis social y económica de Venezuela.

## Temas principales
La novela aborda la desintegración de los lazos humanos en una sociedad en crisis, la construcción de nuevas formas de familia y la búsqueda de afecto en tiempos difíciles. Los perros abandonados se presentan como una metáfora de la existencia y la espiritualidad, cuestionando la presencia o ausencia de Dios en medio de la adversidad. Además, la obra rinde homenaje a los venezolanos que decidieron permanecer en su país a pesar de las dificultades.

## Traducciones
En marzo de 2024, Simpatía fue traducida al francés bajo el título De l'amour des chiens y publicada por la editorial Gallimard. También ha sido traducida al inglés, al portugués y al ruso.